# Thermodynamischer Kreisprozess
Als Kreisprozess bezeichnet man in der Thermodynamik eine Folge von Zustandsänderungen eines als Arbeitsmedium bezeichneten Fluids entlang einer geschlossenen Kurve innerhalb des Zustandsraumes des Fluids. Thermodynamische Kreisprozesse dienen der Modellierung der Arbeitsweise von Wärmekraftmaschinen. Dazu gehören Verbrennungsmotoren, die Wärme in mechanische Arbeit umwandeln, sowie Wärmepumpen und Kältemaschinen, wie etwa in Kühlschränken. 
Bei dem Arbeitsmedium kann es sich um eine Flüssigkeit oder auch um ein Gas oder Dampf handeln. Es durchläuft während des Kreisprozesses per Definition jeweils im thermodynamischen Gleichgewicht liegende Zustände. Diese Zustandsänderungen korrespondieren mit Änderungen von Zustandsgrößen wie Druck, Temperatur oder Volumen. Beim Durchlaufen eines thermodynamischen Kreisprozesses werden typischerweise mechanische und thermische Energie ineinander umgewandelt. Da die Transportformen der Energie, mechanische Arbeit und Wärme, Prozessgrößen sind, hängt die Menge der vom oder am Arbeitsmedium verrichteten mechanischen Arbeit und der von ihm aufgenommenen oder abgegebenen Wärme von dem Weg des Kreisprozesses ab. 
Ideale Carnot-Kreisprozesse, in deren Verlauf ein Arbeitsmedium wechselweise mit zwei gegebenen Wärmereservoiren in Kontakt gebracht wird, definieren den unter diesen Voraussetzungen theoretisch möglichen maximalen Wirkungsgrad, während Vergleichsprozesse die ideale Funktionsweise spezifischer Maschinen oder Systeme repräsentieren. 
Thermodynamische Kreisprozesse werden von chemischen Kreisprozessen wie dem Born-Haber-Kreisprozess unterschieden, die auf den Satz von Hess zurückgehen.

## Zwei fundamentale Beispiele (Mathematik)

### Beispiel 1
Gegeben sei ein formaler Ausdruck {\displaystyle \delta \omega :=A_{1}\,\mathrm {d} a_{1}+A_{2}\mathrm {d} a_{2}}, z. B. mit {\displaystyle a_{1}=T} („absolute Temperatur“) und {\displaystyle a_{2}=v} („spezifisches Flüssigkeitsvolumen“). Die Hintereinanderausführung (Integration) solcher infinitesimaler Vorgänge definiert einen Thermodynamischen Prozess. Die „Hintereinanderausführung“ geschehe auf einem geschlossenen Weg. Trotzdem spricht man dann noch nicht von einem „Kreisprozess“:
Wir fragen jetzt, ob zu {\displaystyle \delta \omega } eine Funktion {\displaystyle f(T,v)} existiert – z. B. die Entropie des Systems –, sodass der obige Differentialausdruck das totale Differential der angegebenen sog. „Zustandsfunktion“ {\displaystyle f(T,v)} ist. Erst solche Prozesse nennt man Kreisprozesse, genauer „integrable Kreisprozesse“. Das Linienintegral
{\displaystyle \oint _{W}\mathrm {d} f}
über eine beliebige Zustandsfunktion {\displaystyle f} ergibt ja stets Null, berechnet auf einem beliebigen geschlossenen Weg {\displaystyle W}. Für
{\displaystyle \oint _{W}\delta \omega }
gilt das dagegen nicht. Infolgedessen ist nicht die Geschlossenheit des Weges, sondern die Integrabilität von {\displaystyle \delta \omega } das Wichtigste.
Ein Kreisprozess liegt also dann und nur dann vor, wenn stets
{\displaystyle \oint _{W}\,\delta \omega \;{\stackrel {!}{\equiv }}\;0}
bei allen geschlossenen Wegen {\displaystyle W} (die Geschlossenheit des Weges wird durch das Kreissymbol beim Integralzeichen unterstrichen), wobei also
{\displaystyle A_{1}={\frac {\partial f}{\partial a_{1}}}} und {\displaystyle A_{2}={\frac {\partial f}{\partial a_{2}}}}
gilt. Wegen der Identität der gemischten 2. Ableitungen bedeutet dies, dass
{\displaystyle {\frac {\partial A_{1}}{\partial a_{2}}}={\frac {\partial A_{2}}{\partial a_{1}}}}
sein muss.
Wir brauchen also nur zu prüfen, ob diese sog. „Integrabilitätsbedingung“ erfüllt ist oder nicht: das ist in der Regel nicht der Fall.
Also: Kreisprozesse sind Ausnahmen und nicht die Regel.
Beispielsweise ergibt sich notwendig kein Kreisprozess für {\displaystyle f=Q} („Wärme“), weil Wärme, auf verschiedenen Wegen zugeführt, nicht das gleiche Resultat ergibt, selbst wenn sie dem System reversibel zugeführt wird:
{\displaystyle \oint _{W}\delta Q\neq 0} (siehe beispielsweise im Carnot-Prozess)
Die Existenz eines Kreisprozesses ist dagegen der Fall bei anderen wichtigen Größen, z. B. bei der Entropie S, wenn also eine Wärmeenergie δQ erstens reversibel zu- bzw. abgeführt und zweitens mit dem „integrierenden Faktor“ 1/T multipliziert wird,
{\displaystyle \mathrm {d} S={\frac {\delta Q_{\,{\text{reversibel}}}}{T}}\,.}
Die unterschiedlichen Symbole bei den Differentialen sollen hier nochmals unterstreichen, dass es sich einmal (linke Seite) um ein vollständiges Differential, das andere Mal (rechte Seite) um ein unvollständiges Differential handelt. Für den schon genannten „integrierenden Nenner“, die „absolute Temperatur“ T, bedeutet dies zugleich, dass es sich um eine besonders wichtige Größe handelt (nicht nur um eine formale Zahl): im Vergleich zu den üblichen Temperaturskalen (Celsius-, Fahrenheit-, Réaumur-Skala usw.) besitzt sie zusätzliche Eigenschaften, die sich u. a. in den genannten mathematischen Beziehungen ausdrücken.

### Beispiel 2
Es kann stattdessen auch sein (siehe das folgende Beispiel), dass der geschlossene Weg in verschiedene Abschnitte zerfällt, auf denen verschiedene Zustandsfunktionen betrachtet werden (z. B. erfolgen beim nächsten Beispiel Entropie-Änderungen bei horizontalen Abschnitten, dagegen Enthalpie-Änderungen auf vertikalen Abschnitten). Das Resultat ist i. A. die Erzeugung einer mechanischen oder elektrischen Arbeit (z. B. Dampfturbine).

## Weitere Beschreibung
Entscheidend für einen Kreisprozess (oft auch Zyklus genannt) ist, dass der Rückweg ein anderer ist als der Weg, auf dem sich der Zustand vom Ausgangszustand entfernt. Die meist verwendeten Zustandsdiagramme sind das p-v-Diagramm, das T-s-Diagramm, das h-s-Diagramm und das p-h-Diagramm (letzteres insbesondere für Kühlprozesse). In den beiden erstgenannten Diagrammen wird dadurch eine Fläche umrundet, die bei reversiblen Prozessen der Kreisprozessarbeit entspricht. Dies gilt jedoch nur für die idealen Vergleichsprozesse. Die wirklichen technischen Prozesse sind nicht reversibel (vergl. Dissipation) und die Fläche wird dann durch die dissipierte Arbeit vergrößert.
| Beispiel: Gasturbinenprozess | Beispiel: Gasturbinenprozess |
| ---------------------------- | ---------------------------- |
|                              |                              |

### Rechts- und Linksprozesse
Es gibt Rechtsprozesse und Linksprozesse, je nachdem ob das Zustandsdiagramm im Uhrzeigersinn oder umgekehrt durchlaufen wird.
Beim Rechtsprozess (Uhrzeigersinn) wird ein Teil der bei hoher Temperatur zugeführten Wärme in Arbeit umgewandelt, der andere Teil wird bei niedrigerer Temperatur wieder abgeführt. Die Differenz ist die Kreisprozessarbeit (vergl. Energiebilanz für Kreisprozesse). Die Gewinnung von Arbeit im Rechtsprozess kommt dadurch zustande, dass bei niedriger Temperatur, d. h. bei kleinem Druck komprimiert wird (Arbeitsaufwand) und bei hoher Temperatur und somit bei großem Druck das Fluid unter Arbeitsabgabe expandiert. Der Betrag der Volumenarbeit der Expansion ist somit größer als der der Kompression.
Beim Linksprozess kehrt sich demgegenüber alles um, so dass unter Arbeitsaufwand Wärme von einem kälteren Reservoir in ein wärmeres gefördert wird. „Unten rechts“ startend wird das Kältemittel verdichtet (Im Bild 1-2). Anschließend wird es abgekühlt und in der Regel verflüssigt (Bspw. an der Umgebungsluft) (2-3-4) und dann expandiert (4-5). Im Verdampfungsschritt (5-1) erfolgt dann die eigentliche Kühlung, indem aus der Umgebung Wärmeenergie entzogen wird, mit der das Kältemittel verdampft.
Besonders große spezifische Kreisprozessarbeiten erreicht man, wenn innerhalb des Prozesses der Phasenwechsel zwischen flüssig und gasförmig stattfindet, weil dann der Volumenunterschied besonders groß ist. Dies macht man sich im Dampfkraftwerk zunutze. Da Flüssigkeit (Wasser) fast inkompressibel ist, entfällt die Verdichtungsarbeit und der Arbeitsaufwand zum Fördern der Flüssigkeit in den Kessel mit hohem Druck (Kesselspeisepumpe) ist relativ gering.
| Beispiel: Dampfkraftwerk (Rechtsprozess) |
| ---------------------------------------- |
|                                          |

| Beispiel: Kühlprozess (Linksprozess) |
| ------------------------------------ |
|                                      |

### Offene und geschlossene Prozesse
Eine weitere Unterscheidung der Kreisprozesse ergibt sich durch die unterschiedliche Wärmezufuhr. Erfolgt diese intern durch Verbrennung von eingebrachtem Brennstoff, wie beim Verbrennungsmotor oder beim Flugtriebwerk, ist der Kreisprozess offen, weil ein Ladungswechsel zwischen Abgas und Frischluft erfolgen muss. Ein prinzipieller Unterschied aus thermodynamischer Sicht besteht nicht, weil die Atmosphäre als großer Wärmeübertrager betrachtet werden kann. Der Prozess im Bildbeispiel ist ein geschlossener mit zwei Wärmeübertragern. Solche Prozesse können beispielsweise in einem Kernkraftwerk mit gasgekühlten Reaktoren (z. B. Helium als Kühlmittel und Arbeitsfluid) verwendet werden.
Mit der rechnerischen und graphischen Darstellung der Prozesse besitzt man ein theoretisches Hilfsmittel, sowohl zur Formulierung von Aussagen, als auch zur technischen Umsetzung bei der Konzeption von wärmetechnischen Maschinen und Anlagen.
Beispielsweise wird in der Chemie der Born-Haber-Kreisprozess verwendet, um die Reaktionsenergie (bzw. -enthalpie) eines Prozess-Schrittes oder die Bindungsenergie einer chemischen Verbindung zu berechnen, wenn die Energien der anderen Prozessschritte bekannt sind.
Zur Beurteilung der Effizienz eines Kreisprozesses dienen die idealen Vergleichsprozesse. Diese wiederum werden verglichen mit dem idealen theoretischen Kreisprozess, dem Carnot-Prozess, der den maximal möglichen Wirkungsgrad besitzt. Er kennzeichnet das, was nach dem 2. Hauptsatz der Thermodynamik theoretisch möglich ist, praktisch ist dieser Wirkungsgrad nicht (ganz) erreichbar.

## Kreisprozesse
Thermodynamischer Referenzprozess
- Carnot-Prozess

Rechtslaufende Vergleichsprozesse (Mechanische Energie abgebende Prozesse)
- Offene Vergleichsprozesse (Verbrennungsmaschinen)
  - Atkinson-Kreisprozess
  - Diesel-Kreisprozess
  - Joule-Kreisprozess (Offene Gasturbine)
  - Miller-Kreisprozess
  - Otto-Kreisprozess
  - Seiliger-Kreisprozess

- Geschlossene Vergleichsprozesse
  - Clausius-Rankine-Kreisprozess (Dampf)
  - Ericsson-Kreisprozess (Heissgas)
  - Joule-Kreisprozess (Heissgas)
  - Kalina-Kreisprozess (Binär-Dampf)
  - Stirling-Kreisprozess (Heissgas)
  - Trilateral-Cycle (TLC-Prozess) (Entspannungsverdampfung)

Linkslaufende Vergleichsprozesse (Wärme entziehende Prozesse – Kühlprozesse)
- Geschlossene Prozesse
  - Siemens-Kreisprozess
  - Vuilleumier-Kreisprozess